# Petra Peters

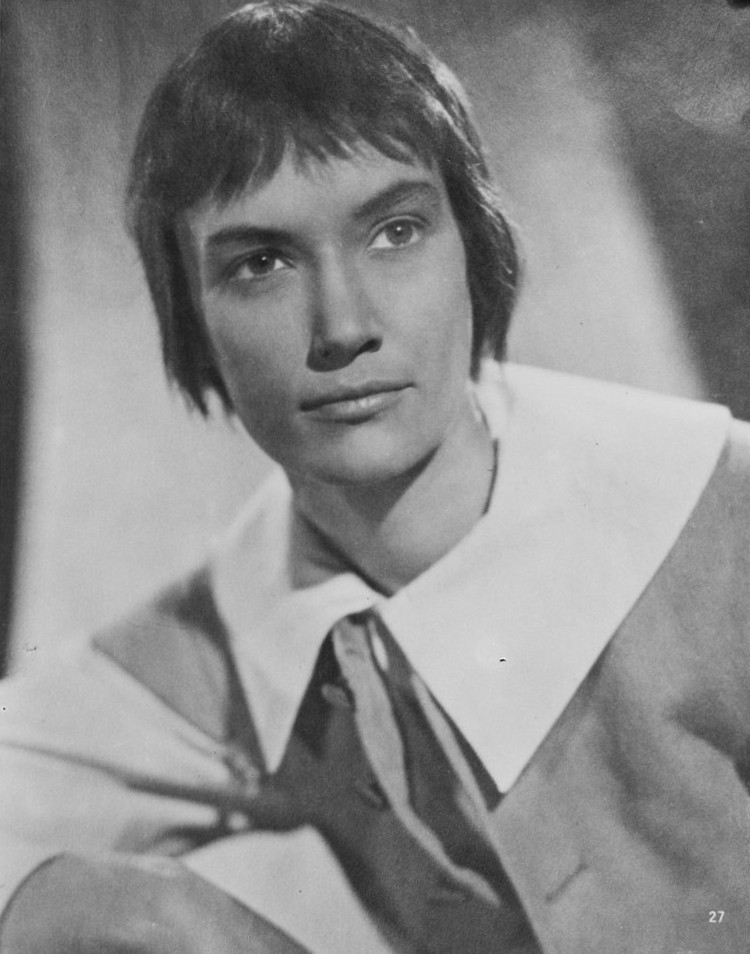
Petra Peters in ihrem ersten Film Das Mädchen Christine, 1948

Petra Peters, eigentlich Ursula Helene Aline Peters (* 31. März 1925 in Remscheid; † 31. Juli 2004 in München), war eine deutsche Schauspielerin.

## Leben
Nach dem Besuch des Konservatoriums in Hannover nahm sie dort Schauspielunterricht und debütierte als Bühnendarstellerin am Landestheater Hannover. Es folgten Engagements in Mülhausen und an der Komödie Berlin.
Dann wurde sie vom Film entdeckt und erhielt gleich in ihrem Spielfilmdebüt, dem Historiendrama Das Mädchen Christine, die Hauptrolle. Die DEFA-Produktion unter der Regie von Arthur Maria Rabenalt nach einer literarischen Vorlage von Hans Rabl brachte ihr einen großen Bekanntheitsgrad und weitere Hauptrollen ein – zunächst ebenfalls in einer Produktion der DEFA Kahn der fröhlichen Leute und in den westdeutschen Filmen Anonyme Briefe und Mädchen hinter Gittern. 
In den Folgejahren wurde sie zwar von den angesehenen Regisseuren Ferdinand Dörfler (Mönche, Mädchen und Panduren) und Gerhard Lamprecht (Der Engel mit dem Flammenschwert) besetzt, konnte jedoch an ihre früheren Erfolge nicht mehr anknüpfen.
In den fünfziger Jahren heiratete sie den Schauspieler Albert Lieven, dem sie in seine englische Wahlheimat, wohin er während des Nationalsozialismus emigriert war, folgte. Abgesehen von einer kleinen Gastrolle in der englischen Serie Studio Four trat sie nicht mehr als Schauspielerin in Erscheinung, sondern verlegte sich auf die Arbeit als Bühnenautorin.
Nach Lievens Tod 1971 nahm sie wieder vereinzelt Rollen in Film- und Fernsehproduktionen an, z. B. in den Horrorstreifen Magdalena, vom Teufel besessen und Die Braut des Satans, dem Drama Der Falke, dem Exploitation-Thriller Natascha, Todesgrüße aus Moskau sowie in mehreren Derrick-Episoden.
Ihre letzte Rolle war 1997 die Marie Ducrot in dem Theaterstück „Der Prozeß der Mary Dugan“ von Bayard Veiller unter der Regie von Ellen Schwiers.

## Filmografie (Auswahl)
- 1949: Das Mädchen Christine
- 1949: Anonyme Briefe
- 1949: Mädchen hinter Gittern
- 1949: Man spielt nicht mit der Liebe
- 1950: Der Kahn der fröhlichen Leute
- 1950: Furioso
- 1951: Schatten über Neapel (Amore e sangue)
- 1952: Gift im Zoo
- 1952: Mönche, Mädchen und Panduren
- 1954: Der Engel mit dem Flammenschwert
- 1954: Heimweh nach Deutschland
- 1955: Die Toteninsel
- 1956: Der Jäger vom Roteck
- 1962: Studio Four – Doctor Korczak and the Children
- 1970: Cher Antoine oder Die verfehlte Liebe
- 1971: Einfach sterben
- 1974: Magdalena – vom Teufel besessen
- 1974: Natascha, Todesgrüße aus Moskau
- 1975: Bitte keine Polizei – Schöne Ferien
- 1976: Die Braut des Satans (To the Devil a Daughter)
- 1983: Der Falke (Banovic Strahinja)